# Suffer Our Pleasures
Albums de Tarot
For the Glory of Nothing
(1998) Crows Fly Black
(2006)
Singles
Suffer Our Pleasures est le 6e album studio du groupe Tarot sorti en 2003.

## Titres
Toutes les pistes par M.Hietala, Z.Hietala, J.Tolsa, sauf indication.
1. I Rule - 3:49 -
2. Pyre of Gods - 4:33 -
3. Rider of the Last Day - 6:47 - (M.Hietala, J.Tolsa)
4. Follow the Blind - 4:33 -
5. Undead Son - 4:04 -
6. Of Time and Dust - 5:55 - (M.Hietala, J.Tolsa)
7. From the Void - 5:01 -
8. Convulsions - 4:45 - (M.Hietala, Z.Hietala, J.Tolsa, T.Tikkanen)
9. From the Shadows - 4:19 -
10. Painless - 4:11 - (M.Hietala, J.Tolsa)

## Formation
- Marco Hietala – chants, basse, guitare acoustique
- Zachary Hietala – guitares
- Janne Tolsa – claviers
- Pecu Cinnari – batterie